# National Roman Legion Museum
The National Roman Legion Museum (walisisk: Amgueddfa Lleng Rufeinig Cymru) er et museum Caerleon, nær Newport, i det sydøstlige Wales. Det er ét af tre romerske steder Caerleon, sammen med Baths museum og ruinerne af Isca Augusta amfitetater og barakker. Museet er en del af museumssammenslutningen Amgueddfa Cymru – National Museum Wales.

## Historie
Den første museumsbygning var Antiquarian Museum fra 1850. Det blev opført efter tegninger af H.F Lockwood fra Hull, og det var en simpel firkantet bygning i Bath stone. Den eneste arkitektoniske detalje var dens porticus i græsk dorisk stil.. Der vides ikke meget om den oprindelige bygning, men den skulle have haft skibstømmer som tag og stendetaljer fra Old Market House i Caerleon, der var blevet revet ned kort inden.
Museumsbygningen blev en listed building af anden grad i 1951, men store dele af den blev revet ned i 1987, da man udvidede og genopførte museet. I dag er det kun porticus'en, der er bevaret, mens resten af bygningen er modernistisk.